# Bo cartero
«Bo cartero» es la séptima canción del quinto álbum de estudio de la banda uruguaya El Cuarteto de Nos, Otra navidad en las trincheras.

## Estilo musical
«Bo cartero» es una versión de la canción original de The Marvelettes titulada Please Mr. Postman, de la cual muchos artistas como The Beatles y The Carpenters hicieron su propia versión. En este caso la letra es tomada con un efecto de comicidad.
En el 2004 la canción fue regrabada para el álbum homónimo de la banda, El Cuarteto de Nos.

## Video musical
El video está dirigido por Esteban Israel y grabado en 1994. Presenta a Roberto Musso en su casa esperando ansiosamente a que venga el cartero.

## Personal
- Roberto Musso: voz y guitarra
- Riki Musso: guitarras
- Santiago Tavella: bajo
- Álvaro Pintos: batería